# Lisa A. Steiner
Lisa Amelia Steiner (geboren 12. Mai 1933 in Wien) ist eine US-amerikanische Biochemikerin und Immunologin.

## Leben
Lisa Steiner wuchs in einer jüdischen Familie auf. Sie war eine Tochter des Großhandelskaufmanns Hermann Steiner und der Stella Hornik, sie hatte einen älteren Bruder. Die Familie floh im Mai 1938 nach dem Anschluss Österreichs aus Wien nach Frankreich und gelangte 1939 in die USA.
Sie besuchte die Schule in Queens und gewann in ihrer High-School-Zeit einen Preis bei der Westinghouse Science Talent Search. Am Swarthmore College machte sie einen B.A. in Mathematik und setzte das Mathematikstudium am Radcliffe College mit einem M.A.-Abschluss im Jahr 1956 fort. Da die Princeton University zu der Zeit keine Frauen zuließ, wechselte sie das Studienfach, studierte Medizin an der Yale School of Medicine und erhielt 1959 den M.D. Ihre Postdoc-Ausbildung erhielt sie bei Michael Sela am Weizmann-Institut in Israel und 1962 bis 1965 bei Herman Eisen an der Washington University School of Medicine, wo sie ihre Forschungstätigkeit in der Immunologie aufnahm. Bei Rodney Porter in London untersuchte sie die Struktur des Immunglobulins.
Der Biochemiker Jack Buchanan holte sie 1967 an das Massachusetts Institute of Technology (MIT). Dort war sie die erste Frau im Institut und wurde 1970 Associate Professor und 1980 Professorin für Immunologie. Steiner forschte über die Genese des Immunsystems und benutzte den Zebrafisch als Modellorganismus.
Ihre Studien zur Faltung des Enzyms Ribonuklease A waren grundlegend für den späteren Nobelpreis in Chemie von Christian Afinsen (siehe auch Afinsen-Dogma), die Bedeutung wurde jedoch damals von ihr und ihren Vorgesetzten nicht erkannt.
Steiner war Vizepräsidentin der Helen Hay Whitney Foundation.

## Schriften (Auswahl)
- Expression of zebrafish rag genes during early development identifies the thymus. Willett, CE, Zapata, AG, Hopkins, N, Steiner, LA. 1997. Dev Biol 182, 331-41. doi:10.1006/dbio.1996.8446
- Fred S. Rosen ; Lisa A. Steiner ; Emil R. Unanue: Macmillan dictionary of immunology. London : Macmillan, 1989, ISBN 0-333-34742-0
- Beitrag in: Kenneth B. M. Reid, Robert B. Sim (Hrsg.): Molecular aspects of innate and adaptive immunity. Cambridge : Royal Society of Chemistry, 2008, ISBN 978-1-84755-884-8